# Artemisia brachyloba
Artemisia brachyloba — вид квіткових рослин з родини айстрових (Asteraceae). Поширення: Монголія, північний Китай. Населяє сонячні або кам'янисті схили чи степи, пустеля Гобі, напівпустельні степи; середні або низькі височини.

## Біоморфологічна характеристика
Це напівкущик або кущик заввишки 30–60 см, з міцним дерев'янистим кореневищем, сильно розгалужений. Нижнє та середнє стеблове листя сидяче; пластинка широкояйцеподібна або яйцеподібна, 2–4 × 1.5–2 см, 2(або 3)-перисторозсічена; сегментів 3 або 4 пари; часточки вузьколінійні або лінійно-ланцетні, 3–6(8) × 0.3–1 мм. Найбільш верхнє листя та листоподібні приквітки перисто-надрізані або трилопатеві або цілі; приквітки лінійні. Синцвіття — вузька волоть. Обгортка яйцеподібна або яйцеподібно-дзвінчаста; філарії густо біло повстяні. Крайових жіночих квіточок 10–15. Дискових квіточок 20–25, двостатеві. Сім'янка яйцеподібна. Цвітіння та плодіння: липень — жовтень.